# Шона Грант
Ко́ллін Марі Епплге́йт (англ. Colleen Marie Applegate; 30 травня 1963, Беллфлавер, Каліфорнія, США — 23 березня 1984, Палм-Спрінгс, Каліфорнія, США), відома як Шона Грант (англ. Shauna Grant) — американська порноакторка і фотомодель.
Після спроб вийти з порноіндустрії та наркотичної залежності вчинила самогубство у 20 років.

## Біографія
Народилася в місті Беллфлауер. Дитинство та юність провела в Фармінгтоні, теж невеликому провінційному містечку, куди її сім'я переїхала в 1973 році, після того, як батько отримав призначення на керівну посаду в Центральній Телефонної Компанії Міннесоти. У школі була учасницею групи підтримки. Її випускний відбувся в 1981 році. Після закінчення школи ще деякий час жила в Фармінгтоні, працюючи спочатку касиркою, а потім приймальницею в ремонтному відділі телефонної компанії. 
У грудні 1981 року Епплгейт випила жменю таблеток, намагаючись покінчити з життям, але її врятували. Навколишні вважають, що вона хоче привернути до себе увагу. Її батько в інтерв'ю PBS 'Frontline, випуск "Смерть порнокоролеви", зізнався, що ніколи всерйоз не говорив з дочкою про її спробу суїциду, вони дійсно не надали цьому нагоди великого значення. Навіть на консультації у сімейного психолога це не обговорювалося.
У березні 1982 року, після того як чутки про її спробу суїциду поширилися містом, Епплгейт попрощалася з Фармінгтоном і втекла зі своїм другом Майком Марселем до Каліфорнії.

### Порноіндустрія
Пара прибула в Лос-Анджелес і протягом місяця безуспішно намагалися знайти роботу, потім Марсель побачив рекламу World Modeling Agency, яке набирало моделей для "натурного позування". Джим Саут, власник агентства, влаштував Епплгейт фотосесію з легендою софт-корн порно фортографії Стефеном Гіксом. Пізніше Гікс згадував цю фотосесію: "Я мав справу з безліччю дівчат, хто тільки вступає в цей бізнес, безліччю молодих дівчат, безліччю провінційних дівчат, Коллін була такою неймовірно молодою і такий неймовірно наївною. Її особистість абсолютно не в'язалася зі стилем Лос-Анджелеса".
Її образ сусідської дівчини незабаром привернув увагу і інших порножурналів, Хастлер і Пентхаус. Гікс радив їй якомога швидше залишити еротичний моделінг: "Коли всі використають її, у неї не залишиться іншого вибору, крім хард-корн порно".
Через деякий час Шона вже знімається в хард-корн фотосесії у Сузі Ренделл. Її стосунки з Марселем руйнуються, він вступає до армії США, але перед цим він повідомляє її сім'ю, що вона зв'язалася з порноділками, сім'я засмучена і пригнічена. Шона продовжує зніматися; один за одним виходять її порнофільми, часто з сюжетом, її платня зростає з 300 до приблизно 1500 доларів за день. Поза екраном вона роз'їжджає в лімузинах і зупиняється в першокласних готелях, має особистого стиліста і партнера по вживанню кокаїну Лорі Сміт.
Виникають проблеми з новими ролями через вживання кокаїну і відсутність "ентузіазму" в сексуальних сценах. Вона придбала прізвисько "Applecoke" (від її прізвища та слова кока) і репутацію ексцентричної особи.
Будучи ще зовсім юною за мірками порноіндустрії, вона раптово вирішила залишити зйомки. За свою коротку кар'єру вона мала секс на екрані з 37 партнерами, заразилася герпесом і зробила аборт. В цілому порноіндустрія залишила у неї важке, неприємне враження. Вона знайшла нового бойфренда, вдвічі старшого 44-річного Джека Елріча, який промишляв торгівлею кокаїном і мав довгий послужний список арештів в штаті Каліфорнія. Елріч також володів магазином шкіргалантереї, яким стала заправляти Шона, більше не мусячи зніматися.
В лютому 1984 Елріча заарештовують і засуджують до п'яти років, він відбуває термін у Чіно, Каліфорнія. На 8-й церемонії вручення нагород від Американської Асоціації порнофільмів за столом Шони Грант сидить сам Френсіс Форд Коппола. Того вечора вона знову погоджується взяти участь в зйомках, вперше за 10 місяців, попри інші можливості налагодити життя, наприклад, повернутися в Міннесоту, де теж мала хлопця (вони познайомилися кількома місяцями раніше) і батьків, готових оплатити її коледж.
Була найкращою подругою Ембер Лінн.

### Смерть
23 березня 1984 Шона Грант вистрілила собі в голову з гвинтівки патроном 22-го калібру. Це сталося близько 7 години вечора, постріл був зроблений з близької дистанції. Її фактично мертве тіло доставили в Пустельний госпіталь (Desert Hospital), де системи підтримки життя були відключені два дні по тому.
Церемонія прощання відбулася 28 березня 1984 року в церкві св. Михайла, в центрі Фармінгтон. Люди з порноіндустрії не були присутні, вважаючи, що це посилить біль родини. Розслідування встановило, що незадовго до загибелі їй дзвонили з погрозами партнери Елріча, нібито були очевидці, які бачили невідомих, які входили її в будинок в той день. Однак ці припущення залишилися версіями, ніхто не був затриманий.

## В культурі
- Сюжет фільму «Розбита невинність» відштовхується від біографії Шони Грант, але з її реальним життям схожості дуже мало.
- У музиканта Клауса Флорайда в його альбомі «The Light Is Flickering» 1991 року випуску є пісня про Грант — «Dancing with Shauna Grant».